# Вилете
Вилѐте (на италиански: Villette; на пиемонтски: Vilèt, Вилет) е село и община в Северна Италия, провинция Вербано-Кузио-Осола, регион Пиемонт. Разположено е на 807 m надморска височина. Населението на общината е 264 души (към 2010 г.).